# Geralt av Rivia
Geralt av Rivia (polska: Geralt z Rivii) är en fiktiv figur och huvudpersonen i den litterära serien Sagan om häxkarlen av den polska författaren Andrzej Sapkowski. Bestående av noveller och romaner, har serien även adopterats till dataspel och filmatiserats.
Geralt, en av de få kvarvarande häxkarlarna på kontinenten, är en resande monsterdödare. Som alla häxkarlar utsattes han för magiska förändringar i sin ungdom, som muterade honom, och genomgick hård träning. 
Geralt porträtteras av Michał Żebrowski i The Hexer film- och TV-serier, medan Henry Cavill porträtterade figuren i Netflixserien The Witcher.

## Fiktiv biografi
Geralt av Rivia är en häxkarl, en man som skyddar de oskyldiga mot ondskan i världen. Strax efter födelsen gav Geralts mor, Visenna, bort honom för att genomgå utbildning och så småningom bli en häxkarl i Kaer Morhen - ett av häxkarlarnas fästen. Geralt överlevde mutationerna som krävs för att bli en häxkarl, medan många av de andra dog då det endast var en 30% chans att överleva mutationerna. Tack vare mutationerna fick han magiska krafter; resistens mot skador, gift och sjukdomar, förmågan att använda magiska tecken, långsamt åldrande, men också infertilitet.
På sin rygg så bär Geralt två stycken svärd, det ena av stål smitt för strid mot människor, alver och dvärgar, det andra av silver för monster.
Geralt äger också en häst, Plotka, som ofta följer med honom på äventyren.
Trots sitt namn kommer inte Geralt från Rivia (även om han lärde sig att efterlikna en Rivian-accent och senare dubbades till riddare för tjänster till drottningen av Rivia): unga häxkarlar uppmuntrades att hitta på efternamn för sig själva av mästare Vesemir för att låta mer pålitliga. Han hävdade en gång att hans första val var Geralt Roger Eric du Haute-Bellegarde, men detta avfärdades av Vesemir som dumt och pretentiöst.